# Ten New Songs
Ten New Songs és el desè àlbum d'estudi de Leonard Cohen, publicat l'any 2001. Va ser coescrit i produït per Sharon Robinson. Va ser produït als estudis domèstics de Cohen i Robinson a Los Angeles. També va ser el seu primer disc en gairebé 10 anys. L'àlbum va assolir el número 143 al Billboard 200, el número 4 al Canadà (on va ser platí), el número 1 a Polònia (on va ser platí) i número 1 a Noruega.
Ten New songs va ser el primer àlbum de Cohen produït digitalment, tot i que no ho va ser en un estudi professional, sinó que ho fou en el mateix estudi de Cohen i Robinson a Los Angeles.
Diverses de les cançons de Ten New Songs existien d'una forma o una altra molt abans que apareguessin a l'àlbum; Cohen va revelar per primera vegada que estava treballant en una nova cançó anomenada "My Secret Life" el 1988, i, el 1995, Melinda Newman de ' 'Billboard va informar que dues cançons, "My Secret Life" i "A Thousand Kisses Deep", estaven "a prop d'acabar-se... M'agradaria tenir un tipus molt íntim de disc, d'una naturalesa molt diferent a les cançons reals".
Ten New Songs va ser remasteritzat i reeditat en vinil pel segell Music On Vinyl de Països Baixos el 2009.

## Llista de temes
1. In My Secret Life
2. A Thousand Kisses Deep
3. That Don't Make It Junk
4. Here It Is
5. Love Itself
6. By the Rivers Dark
7. Alexandra Leaving
8. You Have Loved Enough
9. Boogie Street
10. The Land of Plenty